# Campeonato de España de Rally
El Campeonato de España de Rally, por cuestiones de marketing conocido como CERA Terra Mundis en sus últimas dos temporadas, fue una competición nacional de rally organizada anualmente por la Real Federación Española de Automovilismo que se disputó en diferentes puntos de España desde 1956 hasta 2020. También conocido como CERA (acrónimo de Campeonato de España de Rallyes de Asfalto) se diferenciaba del Campeonato de España de Rally de Tierra, ambos organizados por la misma federación pero en diferente superficie y con calendarios distintos. En cuanto al Campeonato de España de Rally Históricos, también se desarrolla sobre asfalto pero en él solo compiten vehículos históricos.
El campeonato se componía de varios rallyes que se disputan en carreteras cerradas al tránsito en distintos puntos de la geografía española. Cada rallye suele tener dos días de duración más los días anteriores para reconocimientos y el shakedown o tramo cronometrado. Aunque el itinerario de cada prueba sigue el formato y normativa del momento, en el pasado era frecuente encontrar rallyes que combinaban pruebas cronometradas, tramos de concentración, subidas en cuesta o carreras en circuitos. Además algunas pruebas como el Costa Brava, el RACE o el Firestone celebraban parte de su recorrido sobre tramos de tierra que fueron progresivamente desapareciendo hasta la creación del certamen de tierra en 1983.
Cada temporada se disputó el campeonato de pilotos y distintos torneos y copas de promoción que se han añadido con el tiempo como el campeonato de copilotos en 1972, el de marcas en 1973, de escuderías (o equipos), campeonato júnior o el campeonato femenino. Se premiaron también las distintas categorías de automóviles: grupo N, grupo R, campeonato 2RM o el campeonato GT. A su vez los fabricantes también organizaron copas monomarcas como fueron el Desafío Peugeot, el Trofeo Citroën, la Copa Fiat Punto, la Mitsubishi Evo Cup o la Copa Renault.
Con la creación del Súper Campeonato de España de Rally en 2019 algunas de las pruebas de asfalto pasaron a formar parte también de dicho certamen. A partir de 2021 el Campeonato de España de Rally desaparece y algunas pruebas pasaron a formar parte de la Copa de España de Asfalto.
Los pilotos más exitosos fueron Antonio Zanini y Jesús Puras con ocho títulos cada uno y las marcas con más títulos son Peugeot, Mitsubishi, SEAT y Renault.

## Historia

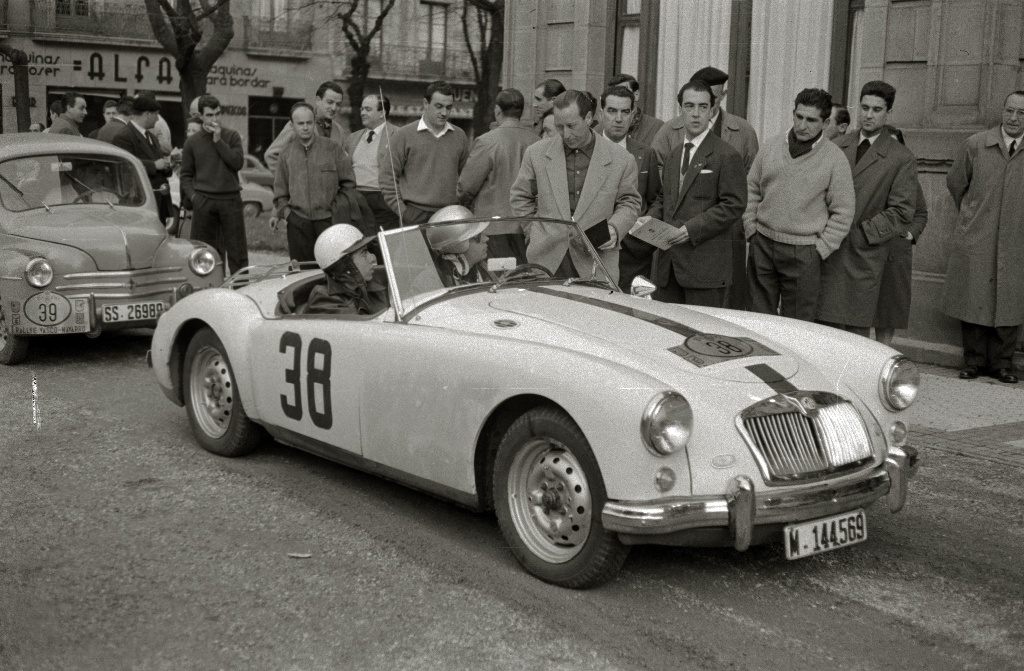
Un participante durante el Rally Vasco Navarro de 1960.

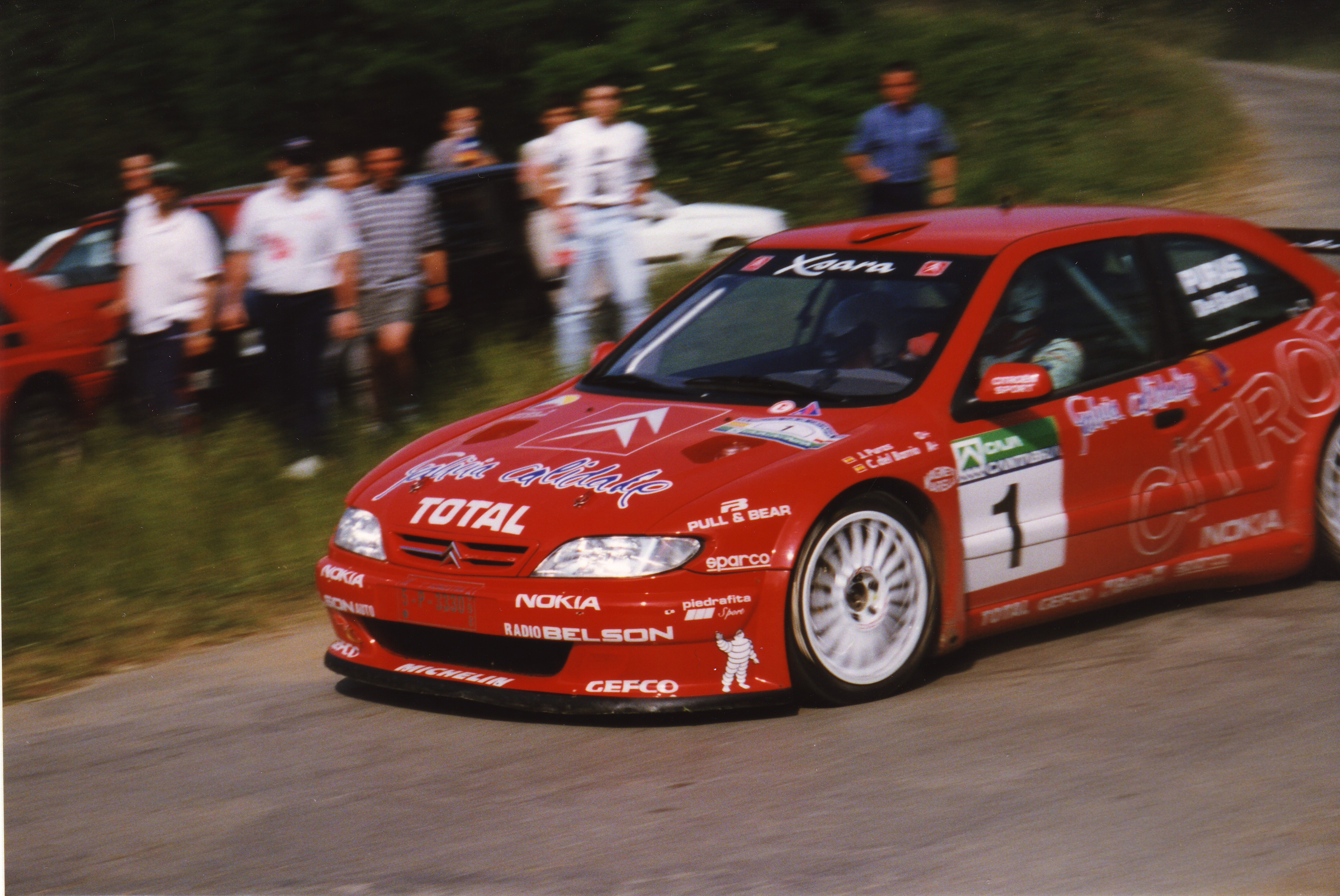
Jesús Puras fue el piloto más exitoso del certamen con ocho títulos, sesenta victorias y noventa podios. En la imagen durante el Rally Cantabria de 1998.

Aunque ya existían pruebas de rally en España como el Rally Costa Brava y el Rally Nacional del RACE que llevaban celebrándose ambas desde 1953, el campeonato de España no nació hasta 1957. Ese año la Real Federación Española de Automovilismo creó las bases del que inicialmente llamó "Campeonato de España de conductores de rallyes" y que combinaba pruebas tanto de rally como pruebas en circuito y de montaña. Un año antes, en 1956 Javier Sanglas fue proclamado campeón de España tras finalizar segundo con un Alfa Romeo Giulietta Veloce en el Rally Ibérico.
El campeonato se limitaba a conductores españoles con licencia de conductor que hubiese sido expedida por el Real Automóvil Club de España y el calendario estaba compuesto por seis pruebas: 2º Trofeo de Montaña (21 de abril), 5º Rally RACE (30 de mayo - 2 de junio), Vuelta a Cataluña (28-30 de junio), Rally de los Pirineos (28 de septiembre - 1 de octubre), 2º Rally Ibérico (17-20 de octubre) y Circuito desconocido (3 de noviembre). El certamen tendría carácter anual y para proclamarse campeón de España era obligatorio participar en el Rally RACE y en el Rally Ibérico. El ganador en 1957 fue Fernando Roque. Al año siguiente el calendario apenas se modificó y el ganador en esta ocasión fue Jaime Milans del Bosch. Posteriormente Víctor Sagi fue el ganador en 1960 y luego Juan Fernández y Jaime Juncosa Jr. protagonizaron el campeonato entre 1961 y 1965 con dos títulos para cada uno. Para 1962 las pruebas previstas fueron el Rally Vasco Navarro, Rally Nacional del RACE, Rally de las Dos Cataluñas y Rally Cataluña y el título fue para Mariano Lorente.
En 1971 se configura como Campeonato de España de Conductores de Rallye con sólo pruebas de rallye puntuables. Contó con 20 rallyes: Rally Fallas, Rallye Costa Brava, Rallye Vasco-Navarro, Criterium Guillerías, Criterium Luis de Baviera, Ruta del Salmón-Ciudad de Gijón, 500 km Nocturnos Bujías Bosch, Criterium de La Rioja, Rallye de Orense, Rallye del Cid, Rallye Rías Bajas, Rallye Bosch, Rallye Ciudad de Oviedo, Rallye del Sherry, Rallye de España, Rallye Firestone, Rallye Barcelona-Andorra, Rallye 2.000 Virajes y Rallye Costa del Sol que dieron como vencedor a Lucas Sainz, copilotado por Oñoro y a bordo de un Alpine 1490 con alguna incursión en un Renault R8 TS. Se disputó al mismo tiempo el campeonato de España femenino de rallyes, certamen que se organizó durante ocho años. Hasta 1972 solo se disputó el campeonato de pilotos hasta que en 1973 se introdujo el certamen de marcas, año en que ganó SEAT. Durante los siguientes cinco años el piloto catalán Antonio Zanini se proclamó campeón siempre con modelos de la casa SEAT. A partir de 1975 la Federación para animar a los pilotos a participar en competiciones internacionales decidió hacer puntuables pruebas del extranjero, como el 24 Heures D'Ypres, el Polsky Rally, el Rally de Portugal o el Rally Di San Martino Dicastrozza. En 1980 se comenzó a premiar también la categoría de vehículos del Grupo N. El calendario sufrió muchos cambios, aumentando y reduciendo el número de pruebas (28 en 1982). En 1983 se creó el Campeonato de España de Rally de Tierra y el Campeonato Internacional de Rally, con el propósito de motivar a los pilotos a competir fuera de España.
Entre 1990 y 2002, el cántabro Jesús Puras igualó el récord de Antonio Zanini, logrando el título en ocho ocasiones y con dos marcas diferentes: Lancia y Citroën ganando con esta última en seis ocasiones, dos con el Citroën ZX, tres con el Citroën Xsara Kit Car y uno con el Xsara WRC. Tan solo en cinco ocasiones otros pilotos pudieron ganar el campeonato entre 1990 y 2002, algunos aprovechando la no participación de Jesús Puras en el campeonato: Ponce (1991), Bardolet (1993), Oriol Gómez (1994), Climent (1996) y Monzón (2001).
A partir de 2003 comenzaron a triunfar los vehículos de la categoría Super 1600, logrando el campeonato Miguel Ángel Fuster (2003), Alberto Hevia (2004), Dani Sordo (2005) y Dani Solá (2006) con estos automóviles, para luego dejar paso a otra categoría, la Super 2000 que solo cedieron dos títulos frente al Porsche 911 GT3. En 2011 Miguel Ángel Fuster se convirtió en el primer piloto en ganar el certamen con tres vehículos diferentes: tracción delantera (Citroën Saxo S1600), tracción integral (Grande Punto S2000) y tracción trasera (Porsche 911). También con un Porsche, Sergio Vallejo se adjudicó dos veces el título: 2009 y 2014 y posteriormente Fuster sumaría un quinto y sexto título, el último en 2018 con un R5, categoría que dominaría los últimos años del certamen. Antes Cristian García Martínez sumaría su primer y único con un Mitsubishi Lancer Evo X en 2016. En 2017 la RFEDA introdujo como novedad el TC Plus, un tramo que permitía a los pilotos sumar puntos extra, similar al Power Stage del WRC. Ese año además Iván Ares lograría el primer título de pilotos para un modelo de la marca Hyundai y en las das últimas temporadas serían para Pepe López.

## Normativa

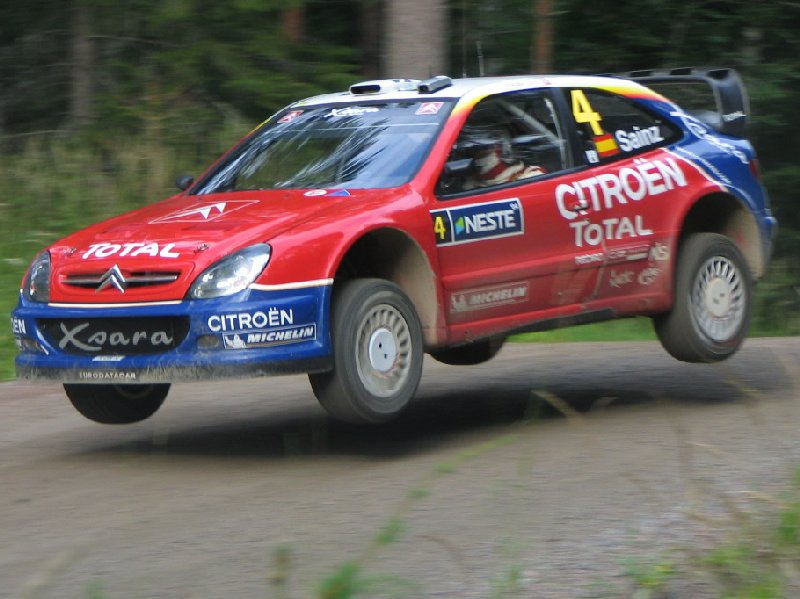
Carlos Sainz el piloto español más laureado de todos los tiempos, participó en sus comienzos en el Campeonato de España, obteniendo dos títulos. En la imagen durante una prueba del mundial.

El campeonato de España se rige por la normativa que establece la Real Federación Española de Automovilismo que a su vez, salvo en algunos aspectos como el tipo de vehículos permitidos es la misma que fija la FIA. La RFEDA establece además todos los aspectos relacionados con los rallies (puntuabilidad, kilometraje, seguridad, reconocimientos, inscripciones, verificaciones, tramos, parque cerrado, ceremonia de salida), pilotos, automóviles, licencias, premios, seguros, publicidad, comisarios, asistencias, ouvreurs, penalizaciones, etc.
En el caso de que exista una prueba puntuable a mayores para un campeonato o copa FIA (caso del campeonato de Europa) da prioridad a la reglamentación que establezca la federación internacional. En el caso de que un participante sume puntos para dicho campeonato FIA no bloquea ni resta puntos para el campeonato de España si no participa en el mismo.

### Campeonatos

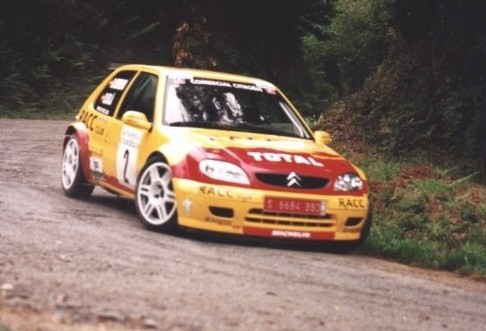
Dani Solà en el Rallye de Avilés de 2001.

Cada año se celebran distintos campeonatos, copas y trofeos de promoción. En la actualidad se disputan los siguientes:
- Campeonato de España de Rallyes de Asfalto de Pilotos y Copilotos.
- Campeonato de España de Rallyes de Asfalto de Marcas.
- Copa de España de Rallyes de Asfalto de Pilotos y de Copilotos para vehículos FIA.
- Trofeo de España de Rallyes de Asfalto para vehículos de 2RM hasta 2000 cc.
- Trofeo de España de Rallyes de Asfalto de Competidores Colectivos.
- Trofeo de España Femenino de Rallyes de Asfalto de Pilotos y de Copilotos.
- Trofeo de España de Rallyes de Asfalto de Pilotos y de Copilotos Júnior.
- Trofeo de España de Rallyes de Asfalto para Pilotos y Copilotos de Vehículos GT.
- Trofeo de España de Rallyes de Asfalto para Pilotos y Copilotos de Vehículos Grupo R5.
- Trofeo de España de Rallyes de Asfalto para Pilotos y Copilotos de Vehículos Grupo R4.
- Trofeo de España de Rallyes de Asfalto para Pilotos y Copilotos de Vehículos Grupo R3.
- Trofeo de España de Rallyes de Asfalto para Pilotos y Copilotos de Vehículos Grupo R2.
- Trofeo de España de Rallyes de Asfalto para Pilotos y Copilotos de Vehículos Grupo R1.
- Trofeo de España de Rallyes de Asfalto para Pilotos y Copilotos de Vehículos Grupo N.
- Trofeo de España de Rallyes de Asfalto para Pilotos y Copilotos de Vehículos Nacional 2 (N2).
- Trofeo de España de Rallyes de Asfalto para Pilotos y Copilotos de Vehículos Nacional 3 (N3).
- Trofeo de España de Rallyes de Asfalto para Pilotos y Copilotos de Vehículos Nacional 5 (N5).

Todos los participantes obtendrán puntos según el puesto que clasifique en cada rally y se suman todos los puntos obtenidos a final de temporada salvo tres (que no se tienen en cuenta) en los campeonatos de España las copas y trofeos. De los tres resultados descartados dos, se descuentan de los primeros seis rallies disputados y el otro del resto del calendario. En el campeonato de marcas se tienen en cuenta todos los resultados.
El sistema de puntuación es distinto al empleado por la FIA en los campeonatos internacionales. Los veinte primeros clasificados sumarán puntos.
| Posición | 1  | 2  | 3  | 4  | 5  | 6  | 7  | 8  | 9  | 10 | 11 | 12 | 13 | 14 | 15 | 16 | 17 | 18 | 19 | 20 |
| -------- | -- | -- | -- | -- | -- | -- | -- | -- | -- | -- | -- | -- | -- | -- | -- | -- | -- | -- | -- | -- |
| Puntos   | 35 | 30 | 27 | 25 | 23 | 21 | 19 | 17 | 15 | 13 | 11 | 9  | 8  | 7  | 6  | 5  | 4  | 3  | 2  | 1  |

En el Tramo Cronometrados Plus (abreviado: TC plus), implementado en la temporada 2017, los tres primeros clasificados obtendrán 3, 2 y 1 punto extra, de manera similar al powerstage empleado en el WRC. 
En el campeonato de marcas, en el que es obligatorio registrarse para poder optar a la clasificación final, obtendrán puntos los quince primeros clasificados.
| Posición | 1  | 2  | 3  | 4  | 5  | 6  | 7  | 8  | 9  | 10 | 11 | 12 | 13 | 14 | 15 |
| -------- | -- | -- | -- | -- | -- | -- | -- | -- | -- | -- | -- | -- | -- | -- | -- |
| Puntos   | 30 | 27 | 24 | 21 | 19 | 17 | 15 | 13 | 11 | 9  | 7  | 6  | 5  | 4  | 3  |

### Copas de promoción
Paralelo al campeonato se realizan copas de promoción organizadas por las marcas o por empresas privadas como los preparadores. En la actualización se disputan:
- Copa Suzuki Swift[17]
- Dancia Sandero Cup
- Trofeo Ibérica Clio R3T
- Beca júnior R2
- Copa N5 RMC Motorsport[18]

### Vehículos admitidos
Por norma general del campeonato permite la participación de las categorías de automóviles reguladas por la FIA, si bien existen algunas excepciones. En el pasado la normativa era más abierta y premiaba a los automóviles fabricados en España (SEAT y Renault), especialmente en la década de los años 50 y 60. Los vehículos extranjeros podían participar solicitando previamente un permiso conocido como «B3» que entre otras cosas, obligaba a retirar el automóvil del país al día siguiente del rally. La permisividad permitía la presencia de vehículos prototipos, lo que dio lugar a la participación de modelos poco usuales o extraordinarios. En 1971 el piloto de Renault Lucas Sainz ganó el campeonato con un Renault 8 Gordini Proto, mismo año en el que Estanislao Reverter participó con un modelo que bautizó como «Alpinche», un Renault-Alpine con motor Porsche con el que lograría varias victorias en el campeonato durante cuatro años. Otro ejemplo de modelo poco convencional fue el biplaza híbrido de José Manuel Lencina en el Rally Ciudad de Oviedo de 1971, conocido como Barqueta Adidas Renault que combinaba elementos mecánicos SEAT y Alpine. Fue concebido para montaña pero debutó en la prueba asturiana a modo de test. Además de estos casos la Federación Española creó varias homologaciones propias como los N+ o los N5.
En las primeras décadas del campeonato, las categorías principales eran el grupo 2 y el grupo 4 que también se usaban en otras competiciones como el Campeonato del Mundo. Fueron sustituidos por el grupo B en los 80 y luego este dio paso al grupo A a partir de 1987 que protagonizó el campeonato durante años y a su vez permitió otras categorías como los World Rally Car, aunque de manera breve, los Kit Car, los Super 2000 o los Super 1600. En los primeros años de la segunda década del siglo XXI se introdujeron los grupo R siendo dentro de estos los R5 los más destacados.
En la actualidad todos los vehículos admitidos por la RFEDA se dividen en cuatro categorías:
- Categoría 1: Grupo R5, Super 2000 (1.6 CC) o RRC, Super 2000 (2.0 cc) atmosféricos, R-GT, R4, R4 Kit, GT Rallye, grupo N+, Nacional 1 (N1), Nacional 5 (N5).
- Categoría 2: grupo N, R3T, R3, grupo A (-1600 cc) turboalimentado, grupo A (entre 1600 y 2000) atmosférico, Super 1600, Super 1600 RFEA.
- Categoría 3: R3D, R2, grupo A (-1600 cc) atmosféricos, Nacional 2 (N2), Históricos.
- Categoría 4: R1, N (tracción delantera y anterior al año 2010), Nacional 3 (N3), monomarca.

Además de las categorías, la RFEDA también establece un peso mínimo para cada modelo, el tipo y marca de neumáticos empleados, el combustible, etc.

## Calendario
El calendario del campeonato se ha modificado significativamente a lo largo de su historia. En la década de 1970 y 1980 era habitual alcanzar la veintena de pruebas puntuables: veintiocho en 1982, veinticinco en 1980 y veintiuna en 1972 y 1979. A partir de mediados de los 80 la cifra se estancó y desde entonces rara vez se alcanzó la docena. Los años con menos pruebas fueron 1957 con tres; 1958 con cinco y 2020 con seis debido a la pandemia de COVID-19.
Las mayoría se celebran en las cercanías de una localidad pero en el pasado era frecuente encontrar pruebas que transcurrían por diferentes provincias. Las regiones más visitadas por el certamen son la Comunidad de Madrid, Cataluña y el norte: Galicia, Asturias, Cantabria y el País Vasco. En la década de 1950 hubo varias pruebas que pisaron territorio extranjero: el Rally Ibérico terminaba en Lisboa (Portugal); el Rally de los Pirineos y el Rally de las Dos Cataluñas pisaban territorio francés y los rallies Barcelona-Andorra y Vendrell-Andorra visitaban el país andorrano.
Pruebas con más ediciones puntuables:
1. Rally Princesa de Asturias (48)
2. Rally de Orense (47)
3. Rally Islas Canarias (42)
4. Rally Villa de Llanes (37)
5. Rally Cataluña (36)
6. Rally Rías Baixas (31)
7. Rally RACE de España (31)
8. Rally de Cantabria (30)
9. Rally Sierra Morena (27)
10. Rally Costa Brava (25)
11. Rally de Ferrol (22)
12. Rally Cajalicante (19)
13. Rally Vasco Navarro (18)
14. Critérium Luis de Baviera (17)
15. Rally de Avilés (17)
16. Rally de La Nucía-Mediterráneo (17)
17. Rally 2000 Virajes (16)
18. Rally Firestone (15)
19. Critérium Guilleries (14)
20. Rally Valeo (14)

## Palmarés

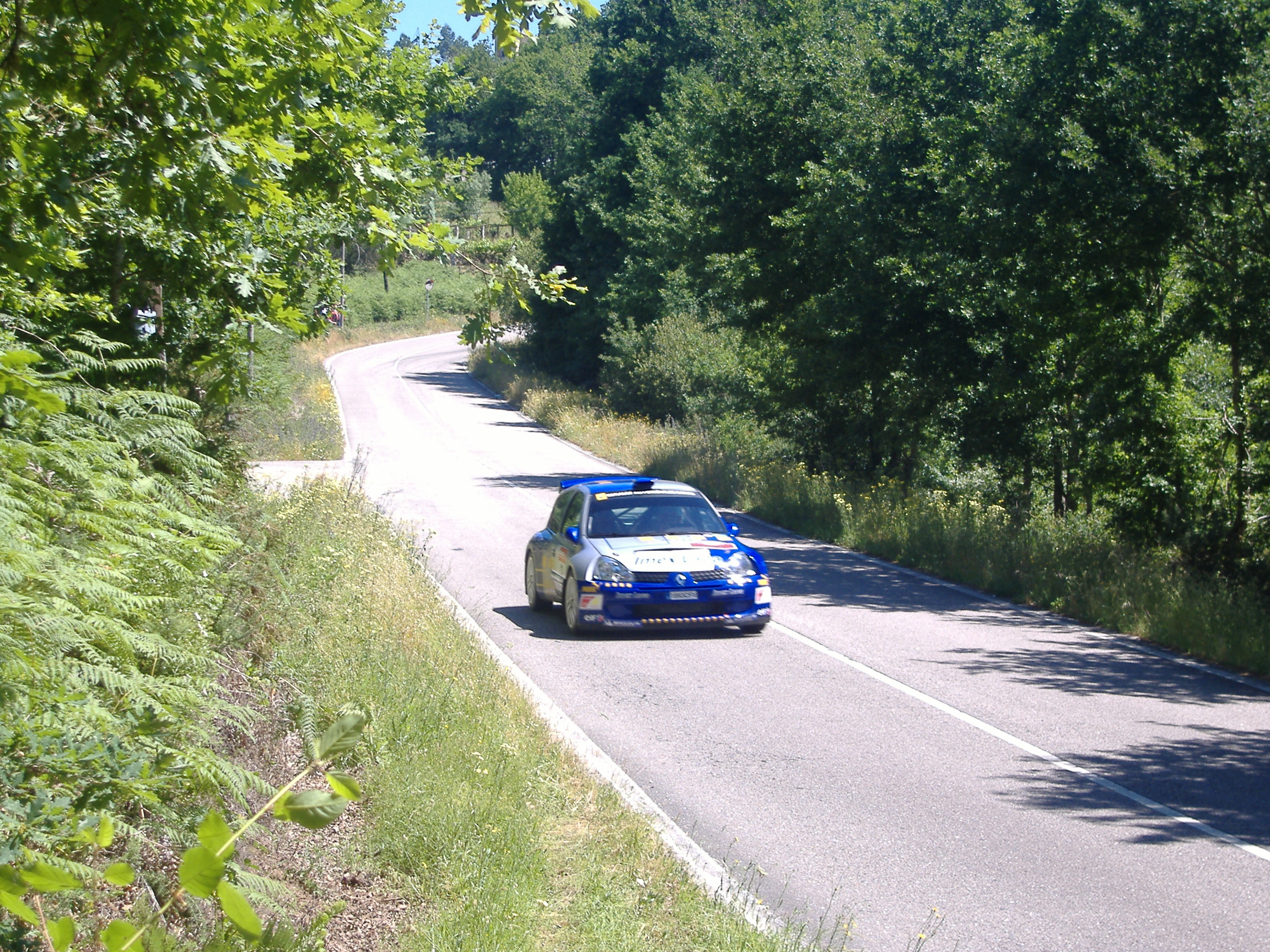
Miguel Ángel Fuster fue el primer y único piloto en ganar el campeonato en vehículos de tracción delantera (2003), trasera (2011) y total (2007).

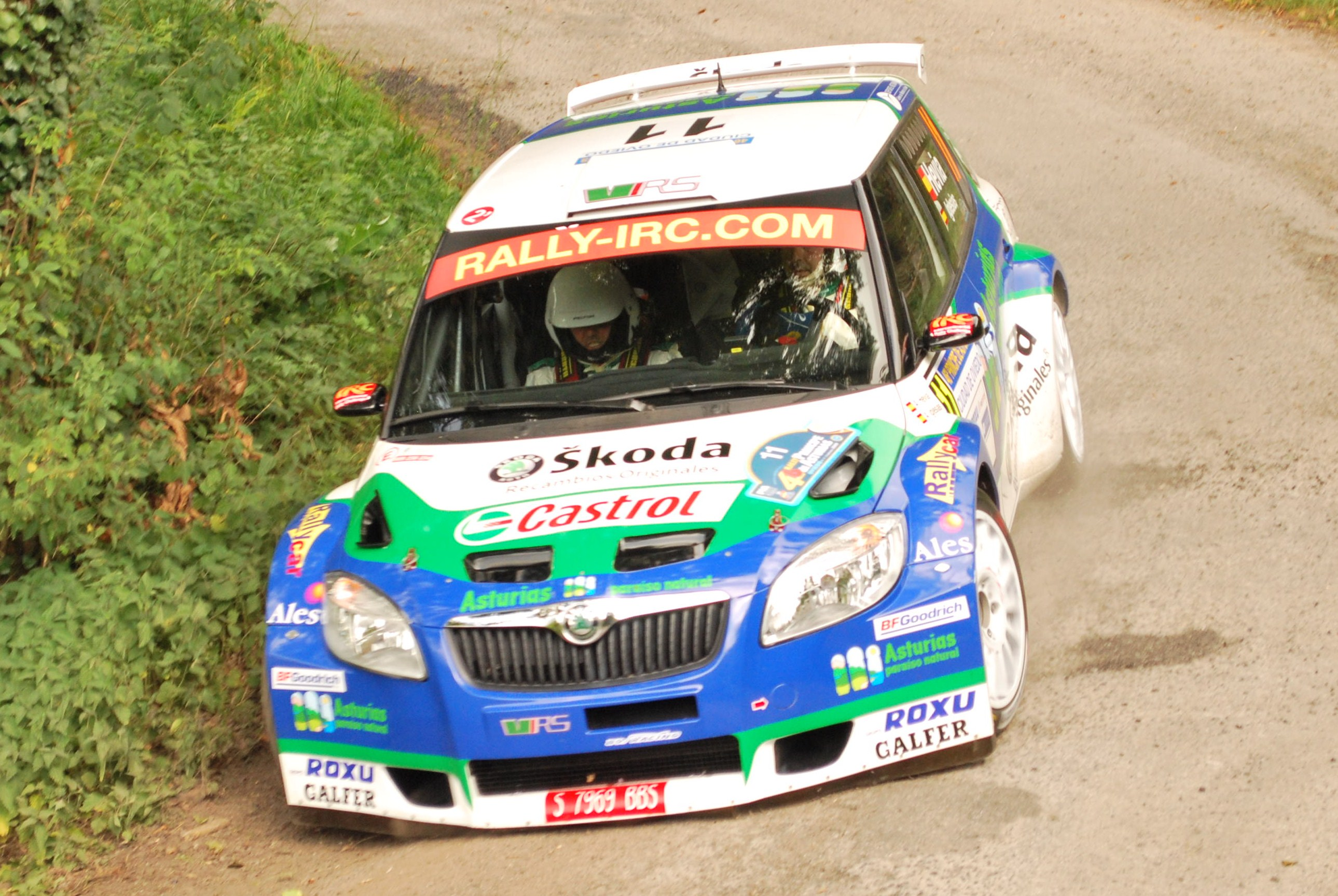
Alberto Hevia campeón de España en 2004 y 2010.

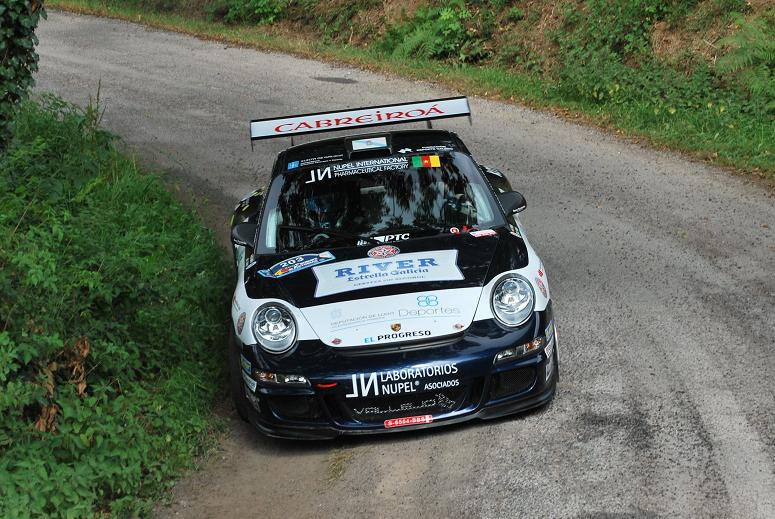
Sergio Vallejo campeón de España en 2009 y 2014.

| Año                                            | Piloto                   | Copiloto                         | Automóvil                       |
| ---------------------------------------------- | ------------------------ | -------------------------------- | ------------------------------- |
| 1956                                           | Javier Sanglas           | Pilar Lleo                       | Alfa Romeo Giulietta Veloce     |
| Campeonato de España de Conductores de Rallyes |                          |                                  |                                 |
| 1957                                           | Fernando Roqué           | Alfonso Marimón                  | Alfa Romeo Sprint Veloce        |
| 1958                                           | Jaime Milans del Bosch   | Antonio Forest                   | SEAT 1400 B                     |
| 1959                                           | Luciano Eliakin          | «Pascal»                         | Saab 93                         |
| 1960                                           | Víctor Sagi              | Antonio Agramunt                 | Porsche 356 1600 GT             |
| 1961                                           | Juan Fernández           | Ramón Grifoll                    | BMW 700 CS                      |
| 1962                                           | Mariano Lorente          | Jesús Sáez                       | BMW 700 SC                      |
| 1963                                           | Jaime Juncosa            | Jaime Juncosa Jr. Manuel Juncosa | Seat 600 Abarth Fiat Abarth 850 |
| 1964                                           | Jaime Juncosa Jr.        | (Varios copilotos)               | Abarth 1000 TC                  |
| 1965                                           | Jaime Juncosa Jr.        | Artemio Eche «Artemi»            | Abarth                          |
| 1966                                           | Juan Fernández           | Vidal-Ribas                      | Porsche 911 (GT)                |
| 1966                                           | Jaime Samsó              | (Varios copilotos)               | Mini Cooper S (Turismos)        |
| 1967                                           | Bernard Tramont          | Ricardo Muñoz                    | Renault Alpine (GT)             |
| 1967                                           | Manuel Juncosa           | «Artemi»                         | Fiat 850 TC (Turismos)          |
| 1968                                           | Bernard Tramont          | Ricardo Muñoz                    | Renault Alpine (GT)             |
| 1968                                           | Alberto Ruiz-Giménez     | (Varios copilotos)               | Renault 8 Gordini (Turismos)    |
| 1969                                           | José María Palomo        | Jorge Adell                      | Porsche 911 R                   |
| 1970                                           | Alberto Ruiz-Giménez     | Rafael Castañeda                 | Porsche 911                     |
| 1971                                           | Lucas Sainz              | Juan Carlos Oñoro                | Renault Alpine                  |
| 1972                                           | Salvador Cañellas        | Daniel Ferrater                  | SEAT 124                        |
| Campeonato de España de Rallyes                |                          |                                  |                                 |
| 1973                                           | Jorge Bäbler             | Ricardo Antolín                  | SEAT 124                        |
| 1974                                           | Antonio Zanini           | Eduardo Martínez Adam            | SEAT 124 / 1800                 |
| 1975                                           | Antonio Zanini           | Víctor Sabater                   | Seat 1430/1800                  |
| 1976                                           | Antonio Zanini           | Víctor Sabater                   | SEAT 124 / 1800                 |
| 1977                                           | Antonio Zanini           | Juan José Petisco                | SEAT 124 / 1800                 |
| 1978                                           | Antonio Zanini           | Juan José Petisco                | SEAT 131 Abarth                 |
| 1979                                           | Jorge de Bagration       | Nuria Llopis                     | Lancia Stratos HF               |
| 1980                                           | Antonio Zanini           | Víctor Sabater                   | Porsche 911 SC                  |
| 1981                                           | Jorge de Bagration       | Víctor Sabater                   | Lancia Stratos HF               |
| 1982                                           | Antonio Zanini           | Víctor Sabater                   | Talbot Sunbeam Lotus            |
| 1983                                           | Genito Ortiz             | Ramón Mínguez Susi Cabal         | Renault 5 Turbo                 |
| 1984                                           | Antonio Zanini           | Josep Autet                      | Ferrari 308 GTB                 |
| 1985                                           | Salvador Servià          | Víctor Sabater                   | Lancia Rally 037                |
| 1986                                           | Salvador Servià          | Víctor Sabater                   | Lancia Rally 037                |
| 1987                                           | Carlos Sainz             | Antonio Boto                     | Ford Sierra RS Cosworth         |
| 1988                                           | Carlos Sainz             | Luis Moya                        | Ford Sierra RS Cosworth         |
| 1989                                           | Pep Bassas               | Antonio Rodríguez                | BMW M3                          |
| 1990                                           | Jesús Puras              | José Arrarte                     | Lancia Delta Integrale 16V      |
| 1991                                           | José María Ponce         | Juan Carlos Deniz                | BMW M3                          |
| 1992                                           | Jesús Puras              | José Arrarte                     | Lancia Delta HF Integrale       |
| Campeonato de España de Rallyes de Asfalto     |                          |                                  |                                 |
| 1993                                           | Mia Bardolet             | Joaquín Muntada                  | Opel Astra GSI                  |
| 1994                                           | Oriol Gómez              | Marc Martí                       | Renault Clio Willians           |
| 1995                                           | Jesús Puras              | Alex Romaní                      | Citroën ZX 16V                  |
| 1996                                           | Luis Climent             | José A. Muñoz                    | Citroën ZX 16V                  |
| 1997                                           | Jesús Puras              | Carlos del Barrio                | Citroën ZX Kit Car              |
| 1998                                           | Jesús Puras              | Carlos del Barrio                | Citroën Xsara Kit Car           |
| 1999                                           | Jesús Puras              | Marc Martí                       | Citroën Xsara Kit Car           |
| 2000                                           | Jesús Puras              | Marc Martí                       | Citroën Xsara Kit Car           |
| 2001                                           | Luis Monzón              | José Deniz                       | Peugeot 206 WRC                 |
| 2002                                           | Jesús Puras              | Carlos del Barrio                | Citroën Xsara WRC               |
| 2003                                           | Miguel Ángel Fuster      | José Vicente Medina              | Citroën Saxo Kit Car            |
| 2004                                           | Alberto Hevia            | Alberto Iglesias Pin             | Renault Clio S1600              |
| 2005                                           | Dani Sordo               | Marc Martí                       | Citroën C2 S1600                |
| 2006                                           | Dani Solà                | Xavier Amigo                     | Citroën C2 S1600                |
| 2007                                           | Miguel Ángel Fuster      | José Vicente Medina              | Fiat Grande Punto S2000         |
| 2008                                           | Enrique García Ojeda     | Jordi Barrabés                   | Peugeot 207 S2000               |
| 2009                                           | Sergio Vallejo           | Diego Vallejo                    | Porsche 911 GT3                 |
| 2010                                           | Alberto Hevia            | Alberto Iglesias Pin             | Škoda Fabia S2000               |
| 2011                                           | Miguel Ángel Fuster      | Ignacio Aviñó                    | Porsche 911 GT3                 |
| 2012                                           | Miguel Ángel Fuster      | Ignacio Aviñó                    | Porsche 911 GT3                 |
| 2013                                           | Luis Monzón              | José Carlos Déniz                | Mini Cooper WRC                 |
| 2014                                           | Sergio Vallejo           | Diego Vallejo                    | Porsche 911 GT3                 |
| 2015                                           | Miguel Ángel Fuster      | Ignacio Aviñó                    | Porsche 911 GT3                 |
| 2016                                           | Cristian García Martínez | Rebeca Liso                      | Mitsubishi Lancer Evo X         |
| 2017                                           | Iván Ares                | José Antonio Pintor              | Hyundai i20 R5                  |
| 2018                                           | Miguel Ángel Fuster      | Ignacio Aviño                    | Ford Fiesta R5                  |
| 2019                                           | Pepe López               | Borja Rozada                     | Citroën C3 R5                   |
| 2020                                           | Pepe López               | Borja Rozada                     | Citroën C3 R5                   |

## Impacto
Los rallies son un deporte de masas con un gran impacto económico y social. El campeonato de España congrega un gran número de aficionados y medios de comunicación en cada cita del calendario, sirve como fomento del deporte y como estímulo de la economía local. Aunque es difícil contabilizar el número de asistentes a un rally, a diferencia de un evento deportivo celebrado en un recinto cerrado en el que solo basta con contar el número de entradas vendidas, existen estudios que arrojan datos sobre el impacto de un evento del campeonato de España de rally. 
La agencia Ácido Comunicación realizó un informe en 2014 sobre el Rally de Orense donde se desprenden los siguientes datos:
- El impacto económico sobre la provincia de Orense durante el rally por el público asistente fue de algo más 970.000 €; de los participantes ascendió a los 65.000 € y de los medios de comunicación en 13.000 €. Teniendo en cuenta que unos 21.000 € se fueron de la provincia, el impacto económico total generado rondó el 1.000.000 de euros.
- El público asistente se contabilizó en torno a los 30.000 espectadores. El gasto medio de cada espectador fue de 161 € con una media de 1,76 los días de estancia en la zona durante la celebración del rally.
- Más de cien medios de comunicación solicitaron acreditación para la prueba entre diarios, radios, agencias de noticias, medios especializados y productoras. El impacto a través de estos medios sumado a los medios digitales, canales de Youtube, diarios digitales, revistas en línea, blogs y redes sociales ascendió a algo más de 6.100.000.

Otro estudio realizado por Julia Torralba de la Universidad de Vigo realizado sobre el impacto en la comarca de Ferrolterra del Rally de Ferrol de 2014 arroja los siguientes datos:
- El número de asistentes se estimó en unos 40.000 espectadores.
- El gasto medio por espectador fue de casi 69 €. El gasto total asciende a los 2.830.000 €.
- El gasto total de los participantes durante la celebración de la prueba fue de 65.800 €.
- La estimación total del impacto económico de la prueba en la comarca asciende a los 3.000.000 €.

### Accidentes
El campeonato de España de rally como disciplina del deporte motor no está exento de peligros. Los accidentes son habituales y en ocasiones han causado la muerte a pilotos o espectadores. Desde 1956 han fallecido:
- Luis D. Seco Borges, copiloto portugués que perdió la vida en el Rally Ibérico de 1956.[31]
- Luis de Baviera copiloto que falleció mientras disputaba con Bernard Tramont el Rally del Sol de 1966.[32]
- Jaime Segovia, copiloto de Bernard Tramont, falleció durante la disputa del Rally Bosch de 1970.
- Manuel Barbeito, copiloto de Jorge de Bagration perdió la vida en el Critérium Luis de Baviera de 1977.[33]
- Francisco Manuel García Bolado copiloto fallecido tras sufrir un accidente en el Rally Ciudad de Torrelavega de 1983.[34]
- José Manuel Hernández Pedroche falleció cuando participaba en el Rally Playa de Aro de 1988.[35]
- Un espectador perdió la vida tras ser arrollado durante el Rally Príncipe de Asturias de 2012.[36]

### Críticas
Los rallies como evento deportivo son a menudo objeto de críticas y el campeonato de España no está exenta de ellas. Por un lado el uso de carreteras públicas provoca el malestar de los habitantes de las localidades por donde la carrera pasa que ven como son cortados los accesos a sus propiedades con la consiguiente incomodidad. Por otro lado el uso de parajes protegidos, caso de la Sierra de Guadarrama en el Rally Comunidad de Madrid de 2012 que provocó la críticas de la asociación Ecologistas en Acción.